# Bladestorm: The Hundred Years’ War
Bladestorm: The Hundred Years’ War — видеоигра в жанре экшена от третьего лица с элементами стратегии и ролевой игры, разработанная Omega Force и изданная компанией Koei для игровых приставок Sony PlayStation 3 и Xbox 360 в 2007 году.

## Сюжет
Действие игры происходит во времена Столетней войны между Францией и Англией. Главный герой игры выступает в роли наёмного солдата, который волен сам выбирать фракцию перед каждым сражением.
Причиной для начала Столетней войны послужили притязания английских королей на корону Франции. После смерти французского короля Карла IV, последнего из сыновей короля Франции Филиппа VI, его ближайшим родственником оказался сын единственной сестры, король Англии Эдуард III. Но французские пэры отклонили его кандидатуру, так как согласно «Салической правде» женщина не имеет права наследовать королю. Новым королём был избран Филипп VI граф Валуа, племянник Филиппа IV. После этого ситуация между королевствами обострилась и переросла в войну.
По ходу игры рассказываются различные истории, представляются яркие исторические личности (такие как Эдуард Черный Принц или Жанна Д'Арк). Между важными миссиями показываются ролики и раскрывается сюжет, связанный с героем и событиями того времени.

## Геймплей

Помимо высококачественных CG роликов, события в игре также повествуются в роликах на движке. На скриншоте изображен Черный Принц.

Игрок подготавливается к битве в таверне. Там он может встретиться с торговцем, чтобы купить предметы, поговорить с посетителями и узнать последние новости или интересные факты (эти факты можно затем найти в записной книжке), нанять рекрутов в личную команду, настроить персонажа или подписать новый контракт с одной из военных сторон.
Там же, в таверне, имеется возможность сохранить и настроить игру (сохранение во время битвы не допускается).
После подписания договора игрок переходит в подготовительную фазу — он имеет возможность оценить карту и выбрать место своего появления. Это информационное меню даёт информацию о контракте, сроке его завершения и условиях и может быть вызвано во время сражения (без возможности сохранения).
Главный персонаж появляется на поле битвы и может брать под своё командование один из отрядов. Отряд при этом получает массу преимуществ, связанных с уровнем персонажа и его умениями (скиллами). Чтобы командовать конкретным типом войск, сначала необходимо изучить соответствующую этому типу книгу.
Во время сражения подвластные отряды можно отпускать и выбирать другие. Борьба в одиночку тоже возможна, но будет крайне трудна.
Каждый тип войск обладает своими плюсами и минусами и специальными атаками, например конница может кидать копья, пехотинцы совершать мощную атаку щитами.
Главный герой может покупать различное вооружение, чтобы улучшить свои боевые качества и качества отряда. Помимо вооружения имеются знамёна, которые позволяют вызывать различные полезные действия, например лечение войск или увеличение мобильности.
Цели игры различны: захват определённого города или местности (необходимо добраться до этого места и победить охранный отряд), удерживание позиции и пр. Обычно миссии ограничиваются несколькими днями и имеют различные уровни сложности (и соответствующие награды).
Во время сражения игрок находит на поле боя различные вещи, повышает уровень своего отряда, получает очки славы и повышает опыт. Если уровень жизни достигает нуля, сражение заканчивается, игрок теряет очки славы и продолжает игру в таверне.
Книги позволяют изучать управление над новыми типами отрядов.
В игре присутствуют погодные условия (дождь, туман) и смена дня и ночи (на ночь сражение прекращается), с постепенной сменой между утром, днём и вечером.

### Главный герой
В начале игры даётся возможность выбрать фигуру главного героя — мужчину или женщину, около десяти вариантов лица и несколько типов голосов. Различия несут только косметический характер.
Главный герой общается с хозяином таверны, показывается от третьего лица (в таверне от первого и от третьего), не разговаривает.

### Предметы в игре
В игре можно находить различные типы предметов. Обычно они появляются после захвата стратегической точки или победы над сильными воином (управляющим отряда). Это могут быть деньги, вооружение или культурные ценности (например, дорогие картины или вазы), которые можно продать продавцу в таверне.
Знамёна играют в игре большую роль, с их помощью можно временно улучшить качества отряда или ухудшить способности противника.
Вооружение и знамёна можно купить у продавца. Всего заявлено более 400 видов оружия и предметов (см. обложку к игре).

### Юниты

Кавалеристы в игре особенно опасны, так как наносят урон даже просто проносясь через ряды противника.

Представлено большое разнообразие юнитов — от пеших воинов до кавалеристов и пушечников. Отряды не смешаны, однородны. Герой может взять управление над отрядом или позже отказаться ради другого. В таверне можно нанять рекрутов чтобы вызвать их определённое количество раз в бою.
Лучники, арбалетчики и канониры позволяют производить прицельный огонь. Пушки при этом позволяют стрелять на дальнее расстояние.

## Саундтрек
Музыку к игре написал композитор Джэми Кристоферсон (Jamie Christopherson), который также работал над саундтреками к таким играм как Stranglehold, Lost Planet, Lord Of The Rings: Battle for Middle Earth и The Golden Compass.
Хоровое пение в игре на самом деле было сделано с помощью синтезаторов и компьютеров, так как бюджет не позволял нанять настоящих музыкантов. Композитор предварительно изучил произношение Латыни, чтобы затем с помощью компьютера воссоздать звучание реального хора.

## Рецензии
| Сводный рейтинг | Сводный рейтинг | Сводный рейтинг | Сводный рейтинг |
| Издание         | Оценка          | Оценка          | Оценка          |
| Издание         | PS3             | PS4             | Xbox 360        |
| --------------- | --------------- | --------------- | --------------- |
| GameRankings    | 60,17 %         | 57,30 %         | 65,44 %         |